# Carl Hæggström
Carl Zacharias Hæggström, född 14 april 1884 i Stockholm, död 5 oktober 1944 i Uppsala, var en svensk boktryckare och bokförläggare.

## Biografi
Carl Hæggström var son till boktryckaren och förläggaren Ivar Hæggström. Han började tidigt praktisera i faderns tryckeri och efter avlagd mogenhetsexamen i Stockholm praktiserade och studerade han 1902-1905 i Norge, Tyskland och Storbritannien. Efter sin hemkomst var han 1906-1910 faktor vid Ivar Haeggströms boktryckeri & bokförlags AB innan han 1910 blev faktor vid Almqvist & Wiksells boktryckeri AB i Uppsala. Under Hæggströms ledning blev Almqvist & Wiksells ett av landets större boktryckerier. 1918 köpte man upp Ivar Hæggströms boktryckeri och bokförlags AB och 1923 blev Hæggström VD för båda bolagen och från 1937 även för Hugo Gebers förlag.
Carl Hæggström var även initiativtagare till Sveriges tryckeriers arbetsgivarförening 1915 och föreningens vice ordförande 1915-1932 och ordförande 1932-1944. Han var ledamot av styrelsen för Svenska boktryckarföreningen 1921-1944, 1924-1942 som vice ordförande och 1942-1944 som ordförande. Han var vidare fullmäktig i Handelskammaren i Gävle 1922-1944 (1937-1944 som vice ordförande), vice ordförande i Föreningen för bokhantverk 1923-1943, ledamot av Uppsala stadsfullmäktige 1927-1939 och 1943-1944, ledamot i centralstyrelsen för Uplands enskilda bank 1935-1944 (1936-1943 som vice ordförande, 1943-1944 som ordförande), ledamot av Svenska Arbetsgivareföreningens styrelse 1940-1944 och vice ordförande i Sveriges grafiska industriförbund 1941-1944.